# The Beatles' Movie Medley
The Beatles' Movie Medley è un singolo discografico dei Beatles pubblicato nel 1982 per pubblicizzare l'album Reel Music.

## Brani
Il singolo nacque sulla falsariga di Stars on 45 (1981) del gruppo olandese omonimo. Il lato A del vinile è un medley artificiale delle canzoni Magical Mystery Tour, All You Need Is Love, You've Got to Hide Your Love Away, I Should Have Known Better, A Hard Day's Night, Ticket to Ride e Get Back.
Il lato B doveva contenere la traccia "The Fab Four on Film" che venne registrata durante le riprese di A Hard Day's Night e doveva essere un'intervista ai membri del gruppo; ma a causa della mancanza dei necessari permessi l'intervista venne sostituita da "I'm Happy Just To Dance With You" (che appare in un film dei Beatles ma non venne pubblicata su "Reel Music")

## Accoglienza
Il singolo raggiunse il No. 12 sulla Billboard chart, malgrado la critica non abbia apprezzato il medley artificiale. .